# Dendrobium dickasonii
Dendrobium dickasonii är en orkidéart som beskrevs av Louis Otho Otto Williams. Dendrobium dickasonii ingår i släktet Dendrobium, och familjen orkidéer. Inga underarter finns listade i Catalogue of Life.